# Явруян, Егия Хачикович
Егия́ Хачи́кович Явруя́н (арм. Եղիա Յավրույան; 18 октября 1981, село Чалтырь, Мясниковский район, Ростовская область, РСФСР, СССР) — российский и армянский футболист, нападающий.

## Карьера игрока
Летом 2008 года Явруян перешёл в тель-авивский «Маккаби» из «Бней Сахнин» за 515 тысяч долларов. Контракт с клубом Явруяна истекает летом 2010 года. Однако «Маккаби» хочет продать Яруяна, который редко выходит на поле. В феврале Явруян в Торонто с одноимённым клубом проведёт 10-дневный просмотр. В начале июня Явруян подписал годичный контракт с тель-авивским клубом «Бней Иегуда». В этом время клуб участвовал в Лиге Европы, но Явруян не имел право выступать в матчах против «Улисса», пройдя «Бней Иегуда» дальше Явруян сможет принять участие в турнире. В конце года главный тренер клуба Дрор Каштан начал подыскивать замену Явруяну, который не оправдал его надежды. Сам Явруян редко выходил на поле. В январе 2011 года Явруян перешёл в ашкелонский «Хапоэль», который по результата сезона 2009/10 получил право на участие в высшей лиге чемпионата Израиля.

## Достижения
«Хапоэль» (Петах-Тиква)
- Обладатель Кубка Тото: 2004/05

«Хапоель» (Тель-Авив)
- Обладатель Кубка Израиля: 2006

«Маккаби» (Тель-Авив)
- Обладатель Кубка Тото: 2008-09